# グリーンライナー号
グリーンライナー号（グリーンライナーごう）は宮城県仙台市と秋田県横手市・湯沢市・大仙市を結ぶ高速バスである。
全車指定制のため、乗車前にあらかじめ乗車券を購入しなければならない。

## 運行会社
- ジェイアールバス東北
  - 仙台支店
- 羽後交通
  - 湯沢自動車営業所（湯沢系統）
  - 大曲自動車営業所（大曲系統）

## 運行経路
仙台 - 湯沢系統
仙台駅東口 - 広瀬通一番町 - （仙台西道路） - （仙台宮城IC） - （東北自動車道） - （北上JCT） - （秋田自動車道） - 山内BS - （横手IC） - 横手インター入口 - 横手バスターミナル - 十文字案内所 - 湯沢駅前角 - 湯沢営業所 
仙台 - 大曲系統
仙台駅東口 - （仙台 - 湯沢系統と同経路） - 横手バスターミナル - せんなん - 六郷 - 大曲バスターミナル
※両系統とも、途中の北上金ヶ崎PAでトイレ休憩を行う。

## 運行回数
- 仙台 - 湯沢系統：1日2往復（各社1往復）
- 仙台 - 大曲系統：1日2往復（各社1往復）

## 運賃
※2019年4月1日現在。
- 仙台 - 山内バスストップ間：大人片道3,700円、往復6,660円
- 仙台 - 横手バスターミナル間：大人片道3,900円、往復7,020円
- 仙台 - 十文字案内所間：大人片道4,000円、往復7,200円
- 仙台 - 湯沢営業所間：大人片道4,100円、往復7,380円
- 仙台 - 六郷間：大人片道4,000円、往復7,280円
- 仙台 - 大曲バスターミナル間：大人片道4,200円、往復7,560円
  - 往復乗車券は10日間有効。

## 歴史
- 1993年（平成5年）4月12日 - 仙台 - 湯沢線運行開始[1]。1日2往復[1]。当初は北上江釣子ICより国道107号を利用。仙台 - 湯沢間の所要時間は3時間50分。
- 199x年8月1日 - 仙台市内にバス停新設（広瀬通一番町）。
- 1997年（平成9年）7月24日 - 秋田自動車道の開通に伴いルート変更[2]。所要時間を25分短縮（仙台 - 湯沢間3時間25分に）[2]。それに伴いバス停一部変更（相野々→山内バスストップ）。運賃改定（片道60～70円値上げ、往復割引設定）。
- 1998年（平成10年）10月1日 - 仙台 - 大曲線運行開始。1日2往復。湯沢系統とあわせ、仙台 - 横手間は1日4往復に。
- 2009年（平成21年）11月1日 - 同日出発便よりJRみどりの窓口での乗車券発売を中止、コンビニエンスストア（ローソン・ファミリーマート・サークルK・サンクス）での乗車券発売を開始。
- 2011年（平成23年）
  - 3月14日 - 同年3月11日に発生した東北地方太平洋沖地震の影響により運休していたが、この日より羽後交通担当便（湯沢・大曲各1往復）の運行を再開。
  - 3月18日 - この日よりJRバス東北担当便のうち大曲系統の運行を再開。湯沢系統は引き続き運休[3]。
- 2014年（平成26年）4月1日 - 運賃改定[4]。
- 2019年（平成31年）4月1日 - 運賃改定[5]。
- 2020年（令和2年）
  - 4月22日 - 新型コロナウイルスの影響による移動需要の減少により、この日より当面の間、1日3往復（羽後交通の全便とJRバス東北の1往復）を運休[6]。
  - 6月19日 - この日より全便で運行を再開[7]。
- 2021年（令和3年）
  - 1月13日 - この日より1往復（湯沢発着、JRバス東北担当便）が当面の間運休[8][9]。
  - 1月25日 - この日より1往復（湯沢発着、羽後交通担当便）が週末等限定運行となる[8][9]。
  - 5月10日 - この日より大曲発着便も週末等限定運行となる[10]。
  - 10月1日 - この日より1往復（大曲発着、JRバス東北担当便）が当面の間運休[11]。
  - 11月15日 - 需要の減少及び緊急的乗務員不足のため、この日より当面の間全便運休（12月24日 - 2022年1月10日の年末年始期間は全便運行）[12]。
- 2022年（令和4年）
  - 2月1日 - この日より金土日祝日（同年4月29日 - 5月8日は毎日運行[13]）に限り、一部便の運行を再開（大曲発着便1往復は引き続き運休）[14]。
  - 9月1日 - この日より1往復（湯沢発着、JRバス東北担当便）が同年9月28日まで運休[15]。

## 使用車両画像

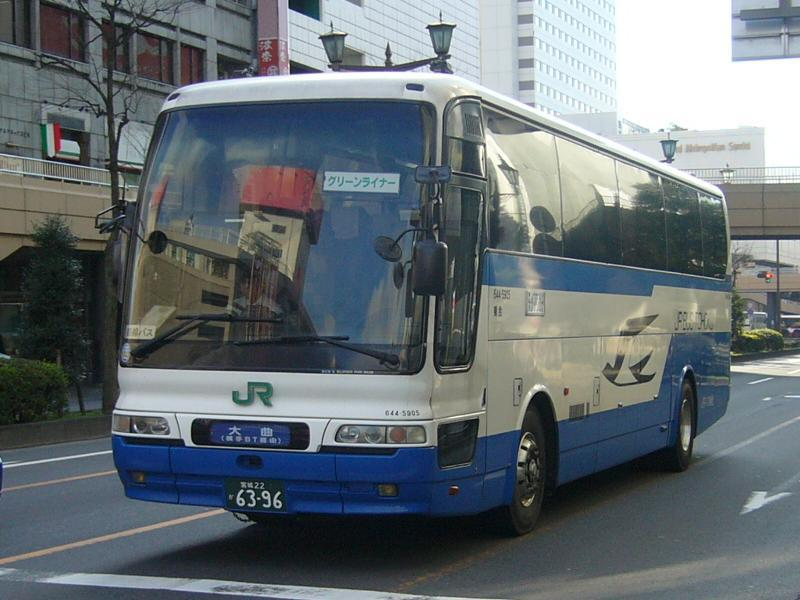
グリーンライナー号（JRバス東北）※現在は廃車
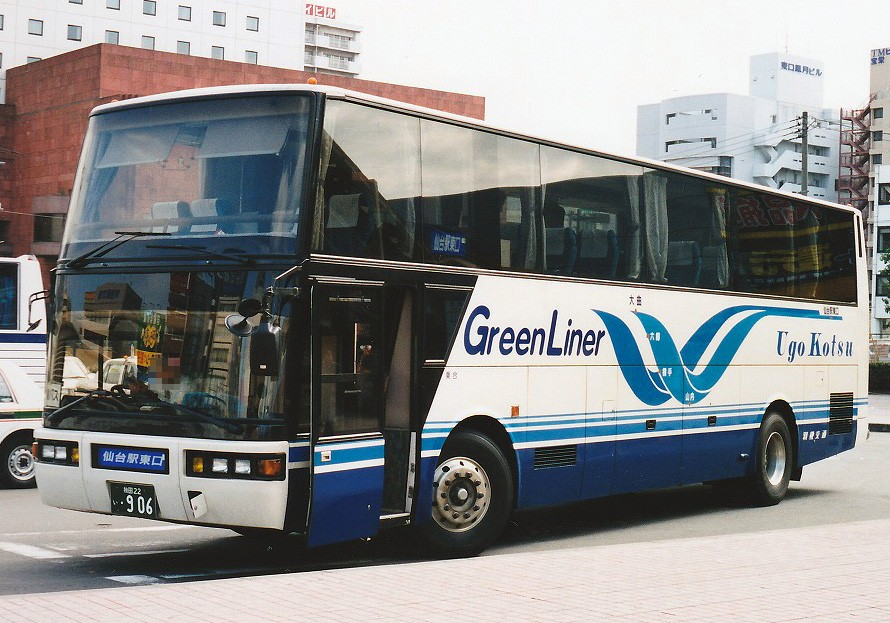
グリーンライナー号（羽後交通）※現在は廃車
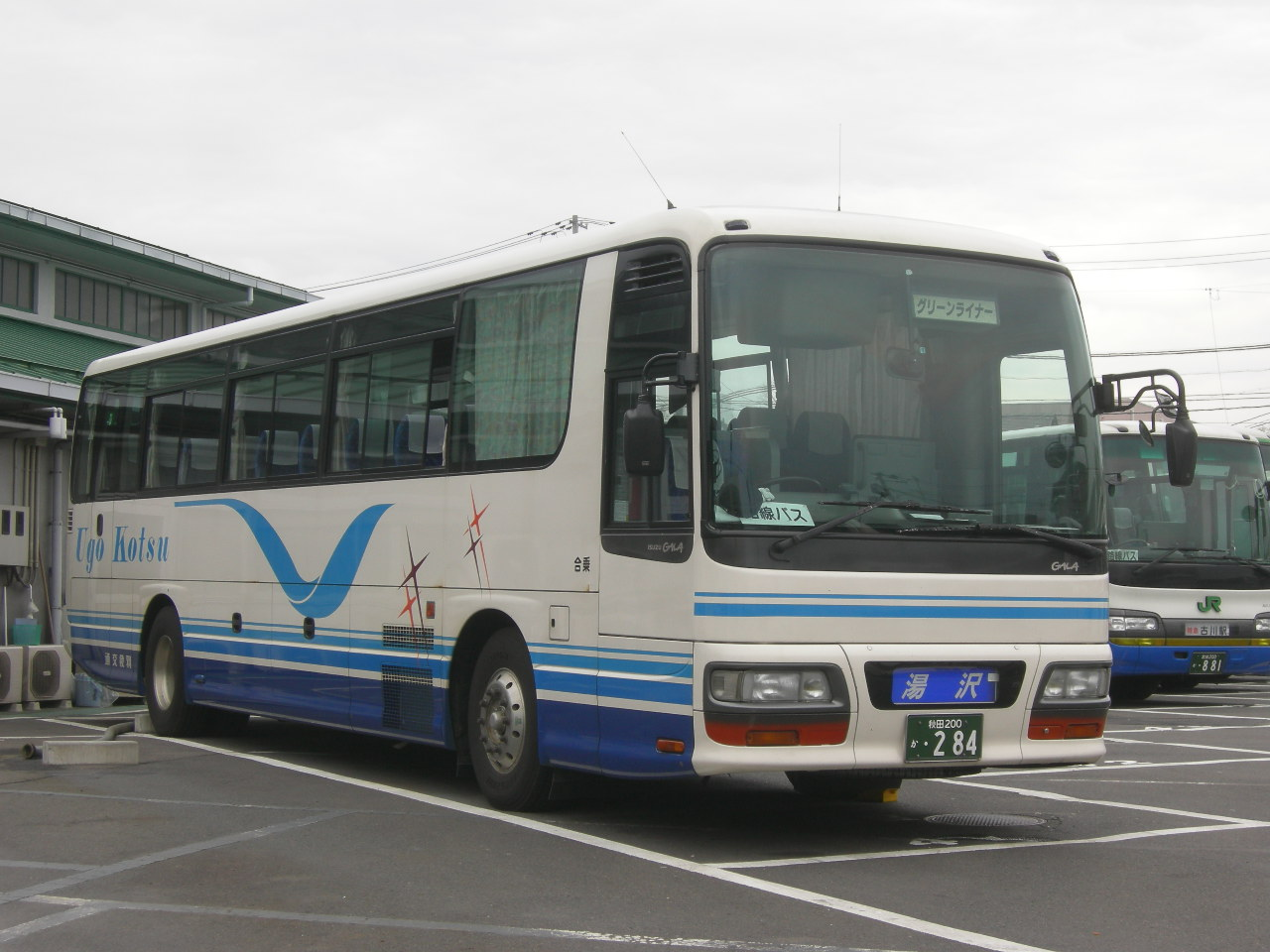
グリーンライナー号（羽後交通）
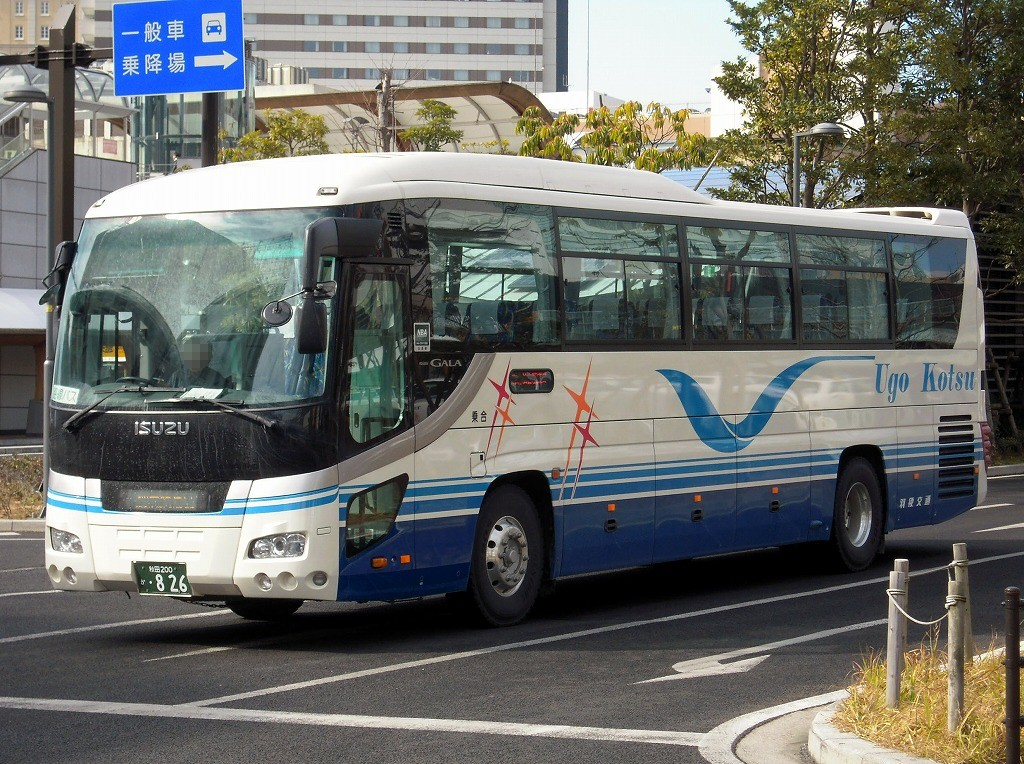
グリーンライナー号（羽後交通）

## 利用状況
- データは東北運輸局管内の高速バス輸送実績（国土交通省東北運輸局） (PDF) より。

仙台 - 湯沢系統
| 年度               | 運行日数 | 運行便数 | 年間輸送人員 | 1日平均人員 | 1便平均人員 |
| 2002（平成14）年度 | 365      | 1,512    | 23,695       | 64.9        | 15.7        |
| 2003（平成15）年度 | 366      | 1,509    | 24,126       | 65.9        | 16.0        |
| 2004（平成16）年度 | 365      | 1,495    | 23,754       | 65.1        | 15.9        |
| 2005（平成17）年度 | 365      | 1,501    | 24,128       | 66.1        | 16.1        |
| 2006（平成18）年度 | 365      | 1,507    | 24,219       | 66.4        | 16.1        |
| 2007（平成19）年度 | 366      | 1,504    | 24,974       | 68.2        | 16.6        |

仙台 - 大曲系統
| 年度               | 運行日数 | 運行便数 | 年間輸送人員 | 1日平均人員 | 1便平均人員 |
| 2002（平成14）年度 | 365      | 1,508    | 22,344       | 61.2        | 14.8        |
| 2003（平成15）年度 | 366      | 1,507    | 23,635       | 64.6        | 15.7        |
| 2004（平成16）年度 | 365      | 1,494    | 24,425       | 66.9        | 16.3        |
| 2005（平成17）年度 | 365      | 1,516    | 25,232       | 69.1        | 16.6        |
| 2006（平成18）年度 | 365      | 1,515    | 25,343       | 69.4        | 16.7        |
| 2007（平成19）年度 | 366      | 1,518    | 26,438       | 72.2        | 17.4        |

## 乗車券発売箇所
乗車日の1箇月1日前から発売。
- ジェイアールバス東北仙台駅東口案内所
- 羽後交通 各自動車営業所・案内所
- 道の駅美郷（美郷町）
- 北上線相野々駅（横手市）
- コンビニエンスストア（ローソン・ミニストップ・ファミリーマート・セブン-イレブン）